# Relative strength index
Proposé par J. Welles Wilder, dans son ouvrage New Concepts in Technical Trading Systems, en 1978, le relative strength index (RSI) ou indice de force relative, est un indicateur avancé d'analyse technique. Utilisé conjointement à l'analyse de la tendance, il a vocation à :
- repérer la puissance d'un mouvement (indiquer si le mouvement s'essouffle) ;
- indiquer si l'on est en situation de surachat ou de survente.

Le mouvement du RSI est basé sur l’oscillateur momentum. Celui-ci est employé pour mesurer la vélocité du mouvement directionnel des prix. Le RSI est également un oscillateur, ce qui veut dire qu’il est construit d’une ligne dans un graphique et que celle-ci se déplace aux deux extrêmes de ce même graphique.

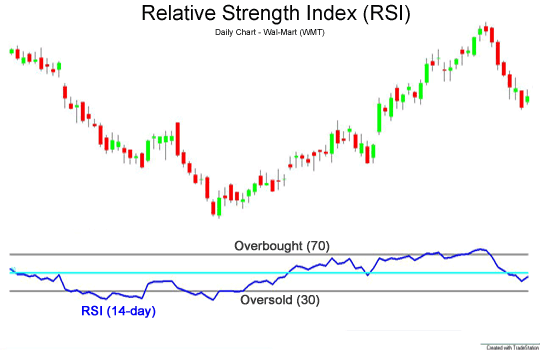

## Formule de calcul du RSI
La définition du RSI est
{\displaystyle RSI=100-{\frac {100}{1+{\frac {H}{B}}}}={\frac {H}{H+B}}\times {}100}
avec :
- H : moyenne mobile simple des hausses au cours des {\displaystyle n} derniers jours ;
- B : valeur absolue de la moyenne mobile simple des baisses au cours des {\displaystyle n} derniers jours (bien que l'on parle de baisses, B est donc toujours positif).

### Force relative
Le RSI est fréquemment employé sur une base de 14 jours. Avant de passer au calcul officiel qui déterminera la vraie valeur du RSI, il est impératif de déterminer et de calculer la force relative de celui-ci. Par ce fait, la valeur de la force relative est obtenue par la division de la moyenne du prix de fermeture à la hausse durant les 14 derniers jours ainsi que par la moyenne du prix de fermeture à la baisse durant les 14 derniers jours.

## Comportement du RSI
- Lorsque le marché est très régulièrement en hausse ou en forte hausse, le RSI tend vers 100.
- Lorsque le marché est très régulièrement en baisse ou en forte baisse, le RSI tend vers 0.

## Règle de décision
- Lorsque le RSI est supérieur à 70 ou 80, le marché est dit suracheté et il est candidat à un retracement baissier, ou une forte continuation haussière.
- Lorsque le RSI est inférieur à 30 ou 20, le marché est dit survendu et il est candidat à un retracement à la hausse, ou une forte continuation baissière.

Les points de résistances RSI indiquent des retournements possibles de la valeur.
Les divergences de niveaux sur l'indicateur RSI donnent des signaux puissants de retournement de tendance. Par ailleurs les divergences RSI font partie intégrante de nombreuses stratégies de trading et sont souvent très efficaces. Elles traduisent un épuisement des forces en vigueur et un très probable inversement des cours à court, moyen et long terme en fonction de l'unité de temps utilisée.

### Divergence
La divergence du prix de l’action par rapport à la pente du RSI est l’un des indicateurs les plus puissants lorsqu’il est temps d’analyser le comportement de celui-ci. Il est possible d’observer deux types de configuration lorsqu’il est question de divergence. Dans le premier cas, la pente du RSI tend vers le haut, mais le prix de l’action baisse en faisant un nouveau creux, ou celui-ci reste relativement stable. Dans le second cas, le prix atteint un nouveau sommet, mais la pente du RSI tend vers le bas. Ces deux figures indiquent souvent qu’il y aura un changement concernant le prix de l’action, c’est-à-dire, un retournement de tendance.